# Charles II d'Autriche-Styrie
 (février 2019).
Si vous disposez d'ouvrages ou d'articles de référence ou si vous connaissez des sites web de qualité traitant du thème abordé ici, merci de compléter l'article en donnant les références utiles à sa vérifiabilité et en les liant à la section « Notes et références ».
Pour les articles homonymes, voir Charles d'Autriche.
Charles II François (en allemand : Karl II. Franz), né le 3 juin 1540 à Vienne et mort le 10 juillet 1590 à Graz, est un prince de la maison de Habsbourg, fils cadet de l'empereur Ferdinand Ier et de son épouse Anne Jagellon. Il est archiduc d'Autriche, régnant sur l'Autriche intérieure (les duchés de Styrie, de Carinthie et de Carniole ainsi que le comté de Goritz) de 1564 jusqu'à sa mort. Il est le père de Ferdinand II, archiduc d'Autriche intérieure et empereur du Saint-Empire, qui dans les années 1620 devient héritier de toutes les lignées de la dynastie.

## Biographie
À la naissance de Charles François, son père Ferdinand Ier régnait en tant que roi des Romains et représentant de son frère aîné, l'empereur Charles V. Durant la Réforme protestante, le rejet de la confession d'Augsbourg par Charles V en 1530 avait impliqué une collaboration des princes luthériens qui s'associent à la ligue de Smalkalde, une alliance militaire. Ferdinand démontre sa volonté à atteindre un compromis et à trouver une solution réalisable à la paix de Nuremberg et au Colloque religieux d'Haguenau ; néanmoins, la guerre de Smalkalde éclate, culminant à la bataille de Muehlberg en 1547. Le 25 septembre 1555, Ferdinand peut conclure la paix d'Augsbourg ; il devient empereur à la suite de l'abdication de son frère en 1556.

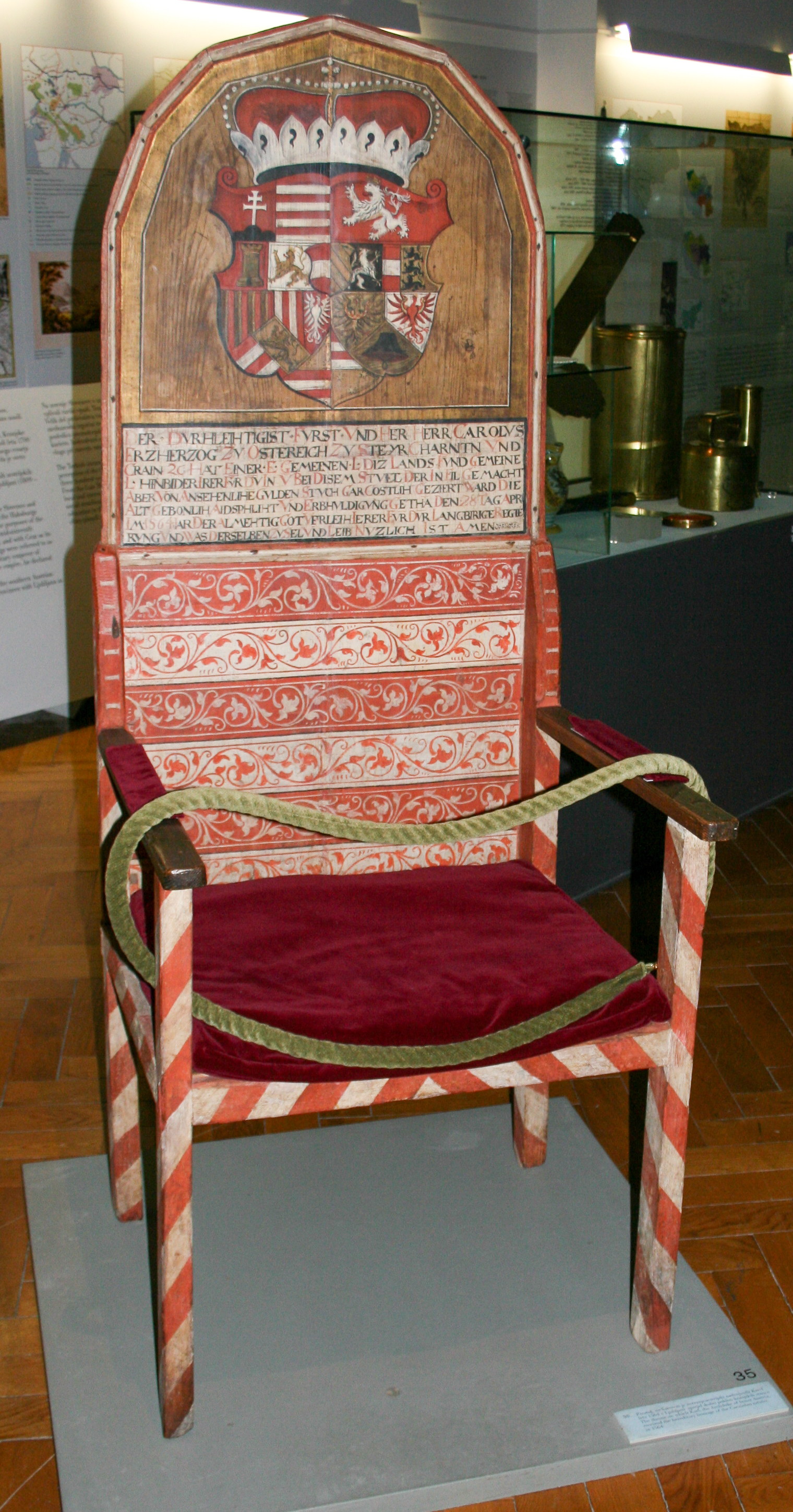
Trône sur lequel l'archiduc Charles reçoit en 1564 l'hommage des États de Carniole. Ljubljana, Musée national de Slovénie.

Les relations entre Ferdinand et son fils aîné Maximilien II ont été marquées par les sympathies de ce dernier pour le protestantisme. Il garantit l'élection de Maximilien en tant que roi des Romains en 1562 mais, par un règlement successoral du 25 février 1554, répartit les territoires héréditaires des Habsbourg parmi ses fils. Maximilien ne reçoit que l'archiduché d'Autriche ; son frère Ferdinand II, le préféré privilégié de l'empereur, obtient le comté de Tyrol et les possessions de l'Autriche antérieure. Charles François, le troisième fils, reçoit les pays de l'Autriche intérieure. Ce faisant, Ferdinand Ier avait réintroduit une partition des pays des Habsbourg qui est presque la même que celle effectuée selon le traité de Neuberg en 1379. À la mort de son père en 1564, Charles, âgé de 24 ans, prit le pouvoir sur ses pays.

### Mariage

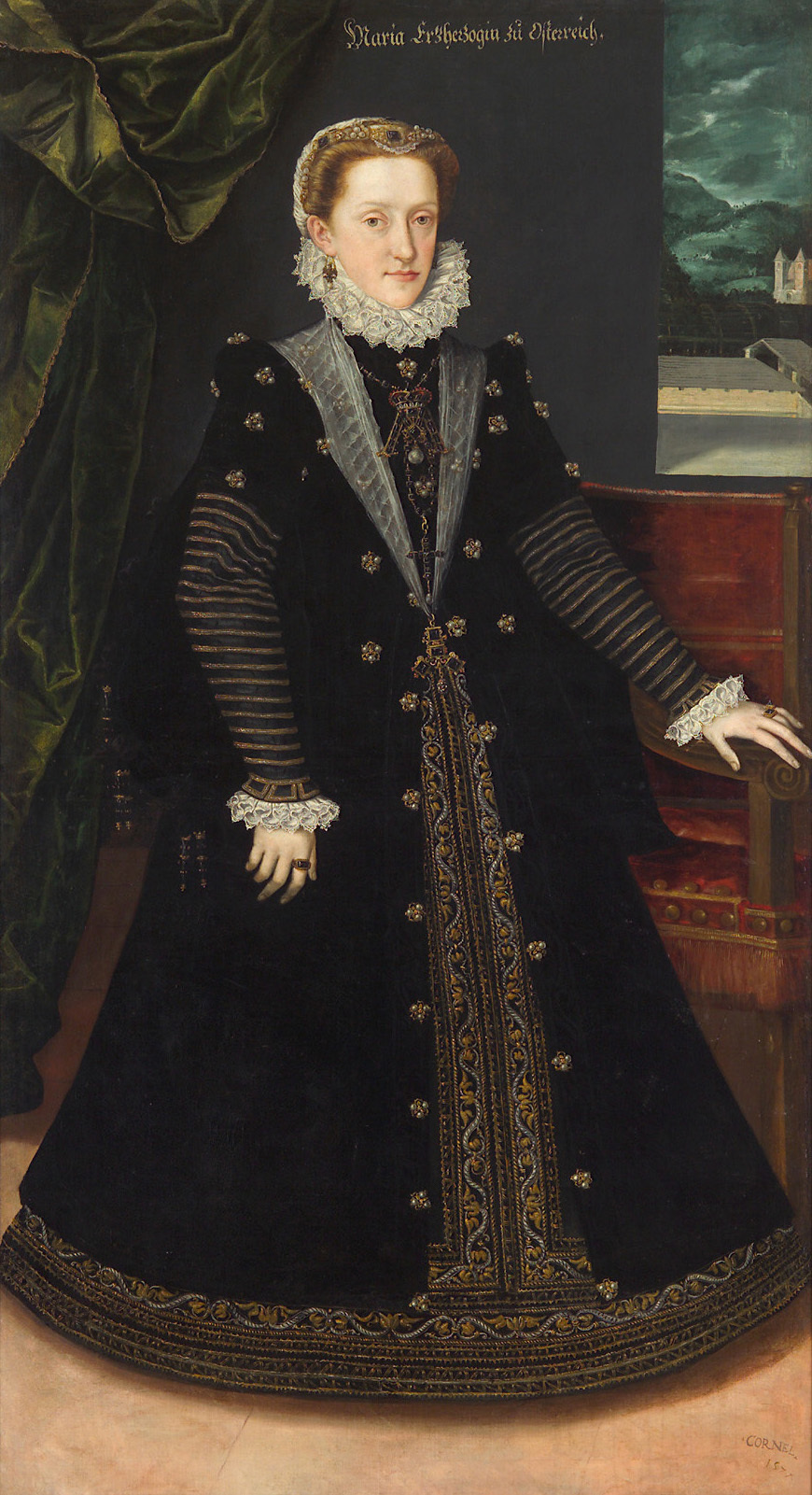
Portrait de Marie-Anne de Bavière (1577).

À partir de 1558, Ferdinand Ier avait élaboré de grands plans pour un mariage de l'un de ses fils avec la reine protestante Élisabeth d'Angleterre afin de renforcer la position des catholiques anglais après la mort de la reine Marie Ire. Après que Ferdinand II s'était marié secrètement avec Philippine Welser, l'empereur a également négocié un lien matrimonial entre Élisabeth et Charles. Des négociations avaient pourtant eu lieu en 1559 et à nouveau de 1564 à 1568 pour arranger un mariage. Toutefois, la reine avait finalement décidé qu'elle n'épouserait pas l'archiduc — la principale cause, à part le caractère de la reine, étant la religion.
Charles II épouse, le 26 août 1571, sa nièce Marie-Anne (1551-1608), fille du duc Albert V de Bavière et de son épouse Anne d'Autriche.

### Prises de positions religieuses
Contrairement à son frère Maximilien II, Charles est un catholique pieux qui promeut la Contre-Réforme ; il invite par exemple les Jésuites sur ses terres. Cependant, en 1572, il doit faire des concessions significatives aux États de l'Autriche intérieure à la suite des événements de Graz et Bruck en 1578, et le protestantisme est désormais toléré en pratique. L'année suivante, dans la tentative d'annuler ces compromis, il a organisé une réunion du nonce apostolique et des représentants de Bavière, de l'archevêché de Salzbourg et le Tyrol où il demande de définir une stratégie cohérente pour la Contre-Réforme, un engagement qui s'est traduit immédiatement par des mesures dans ses domaines.

### Mort

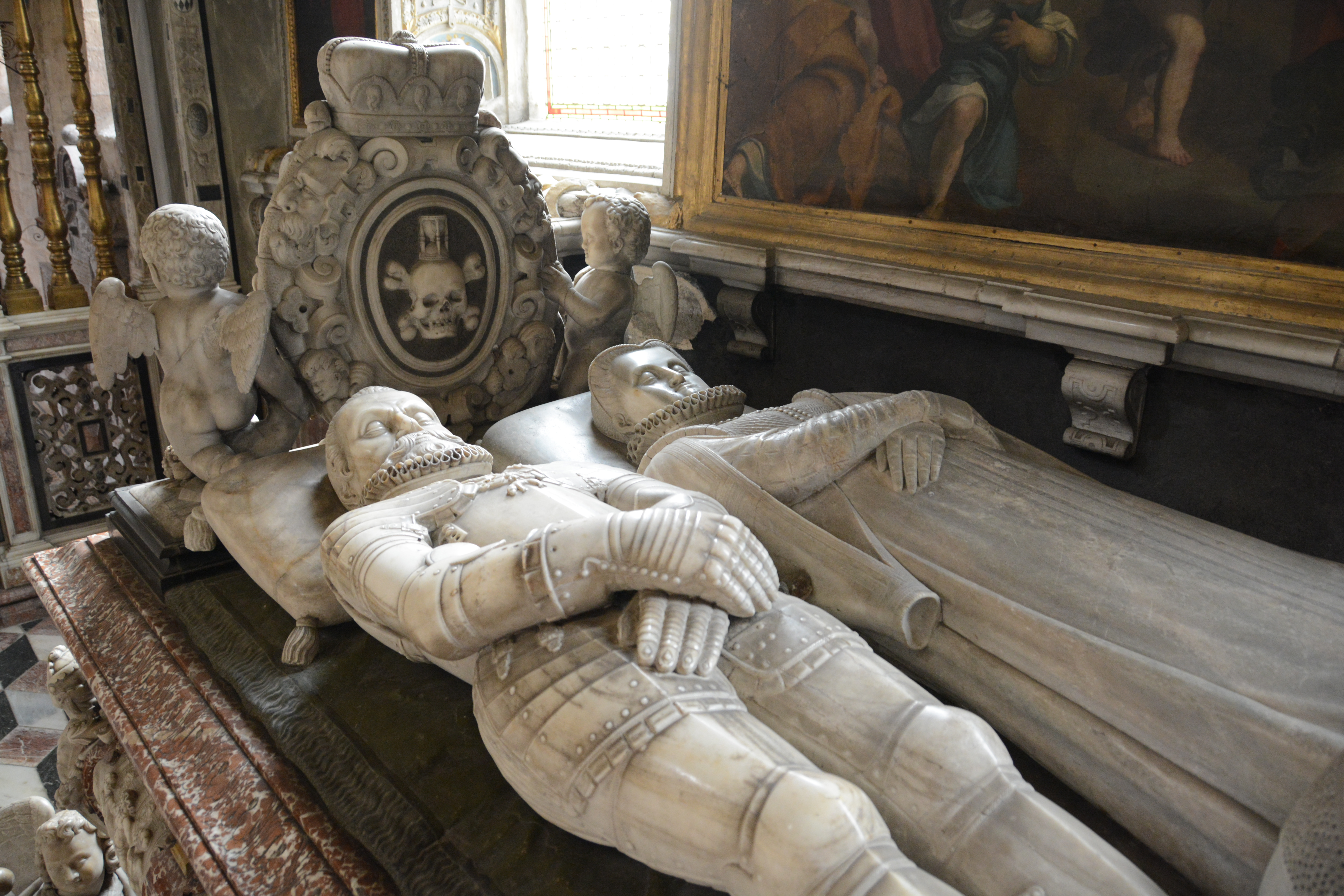
Le mausolée à Seckau.

Charles meurt à Graz le 10 juillet 1590. Il est enterré dans un mausolée à Seckau avec d'autres membres de la famille des Habsbourg. Ce mausolée, dont la construction est entreprise par Alessandro de Verda en 1587 et achevée par Sébastien Carlone en 1612, est l'un des plus importants édifices du baroque précoce dans les Alpes du Sud-Est.

## Héritage et patrimoine
Alors que la lignée d'Autriche intérieure devait supporter la majeure partie de la guerre contre l'Empire ottoman, la forteresse de Karlovac en Croatie fut fondée et nommée d'après Charles II.
Charles est également connu comme mécène des arts et des sciences. Roland de Lassus et Lodovico Zacconi sont notamment ses protégés.
En 1580, il fonde un haras à Lipica en Slovénie, jouant ainsi un rôle important dans la création de la race Lipizzan.
En 1585, il fonde l'université de Graz, nommée d'après lui Karl-Franzens-Universität.

## Famille

### Ascendance
Charles II est le troisième fils de Ferdinand Ier, empereur germanique et d'Anne Jagellon (1503-1547), elle-même fille de Vladislas II, roi de Bohême et de Hongrie et de son épouse Anne de Foix.

### Descendance
Charles II et Marie-Anne de Bavière ont quinze enfants :
- Ferdinand (1572-1572)
- Anne d'Autriche (1573-1598) qui épouse, en 1592, le roi de Pologne Sigismond III Vasa (1566-1632)
- Marie-Christine (1574-1621) qui épouse, en 1595, Sigismond Ier Báthory, prince de Transylvanie (1572-1613) et divorce en 1599
- Catherine-Renée (1576-1599)
- Élisabeth (1577-1586)
- Ferdinand II (1578-1637) qui devient empereur germanique sous le titre de Ferdinand II
- Charles (1579-1580)
- Gregoria Maximilienne, (1581-1597)
- Éléonore (1582-1620), religieuse
- Maximilien Ernest (1583-1616)
- Marguerite (1584-1611) qui épouse, en 1599, le roi d'Espagne Philippe III (1578-1621)
- Léopold V de Tyrol (1586-1632), duc de Tyrol, évêque laïc de Strasbourg et Passau qui épouse, en 1626, Claude de Médicis (1604-1648)
- Constance (1588-1631) qui épouse, en 1605, le roi de Pologne Sigismond III Vasa (1566-1632) veuf de sa sœur Anne
- Marie-Madeleine (1589-1631) qui épouse, en 1608, le grand-duc de Toscane Cosme II de Médicis (1590-1621)
- Charles (1590-1624) évêque de Breslau et Brixen, grand-maître de l'Ordre Teutonique

### Galerie

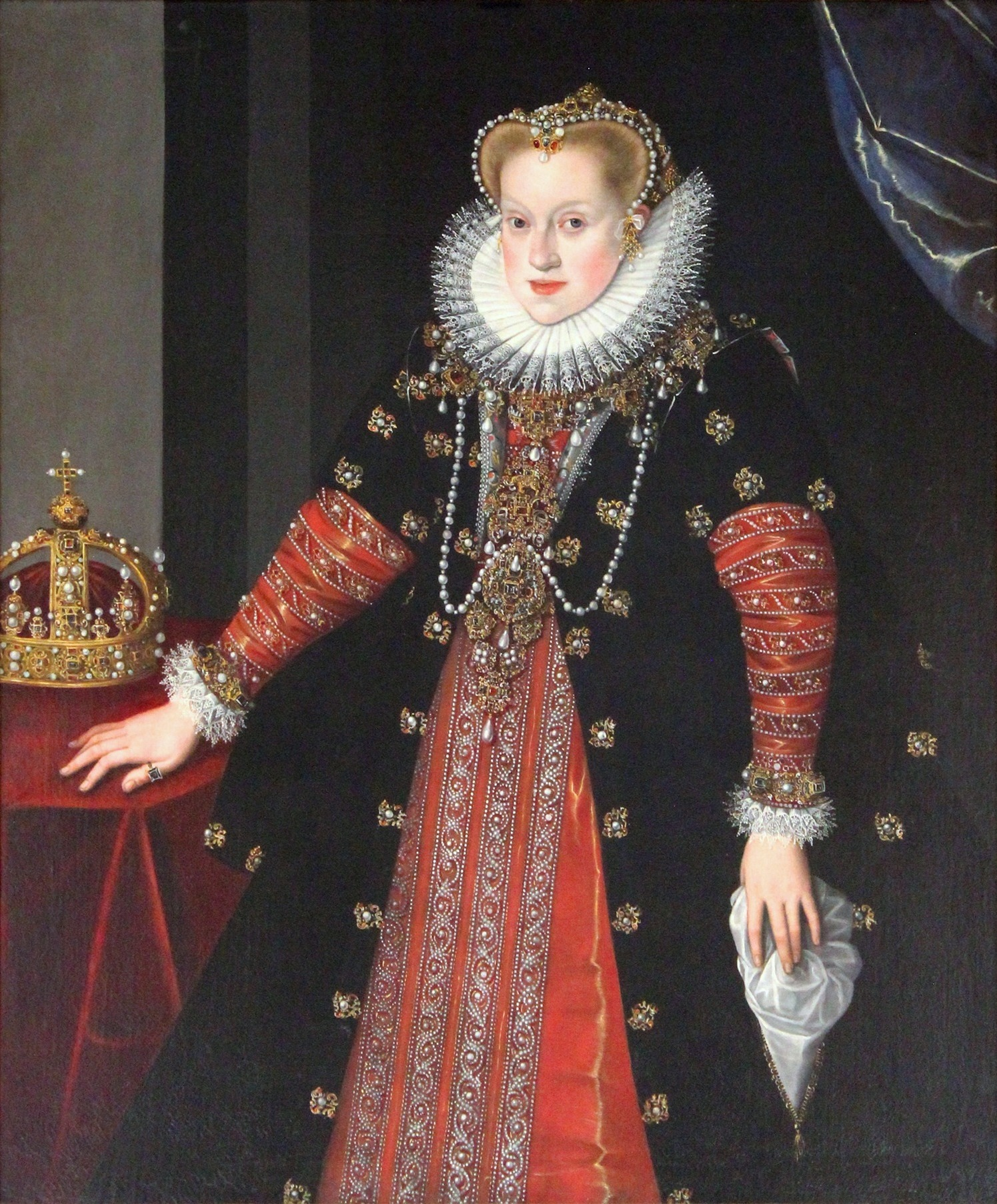
Anne d'Autriche, reine consort de Pologne.
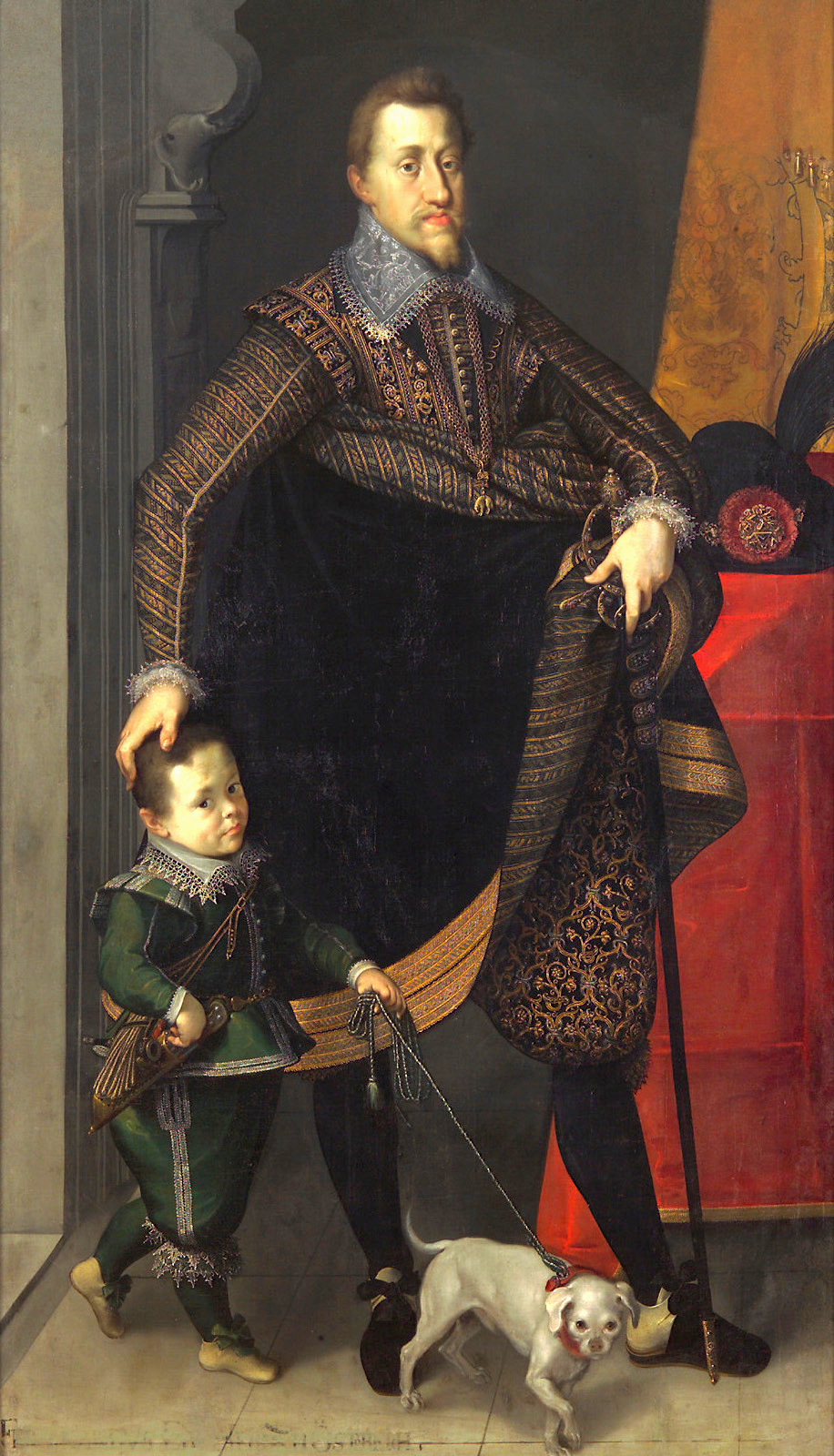
Empereur Ferdinand II.
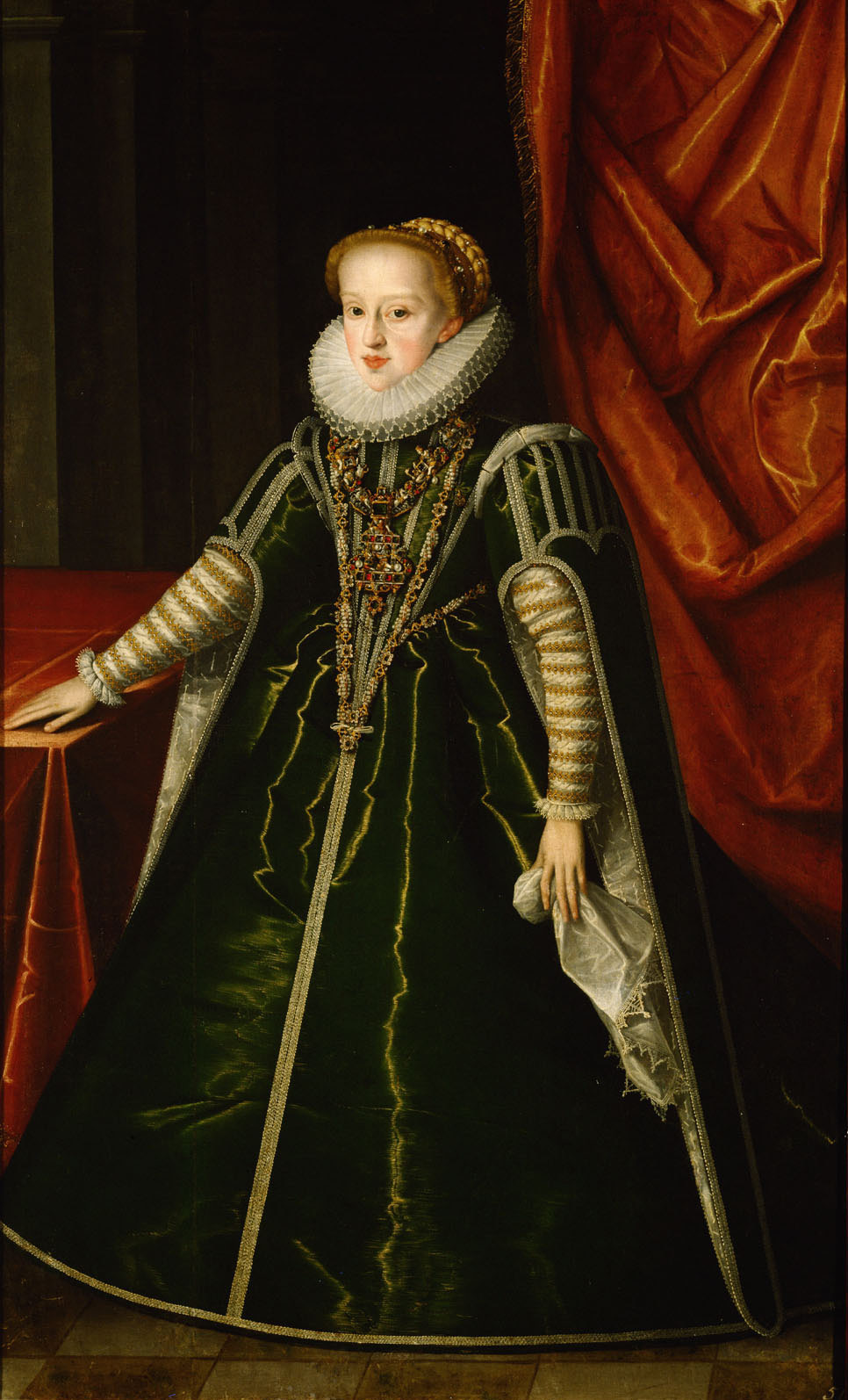
Gregoria Maximilienne.
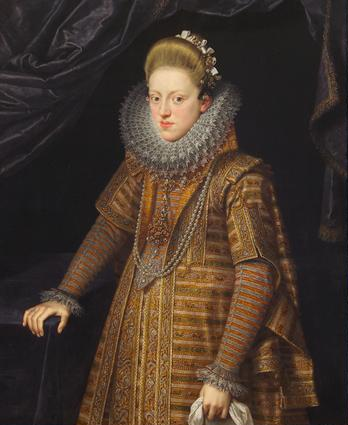
Éléonore.
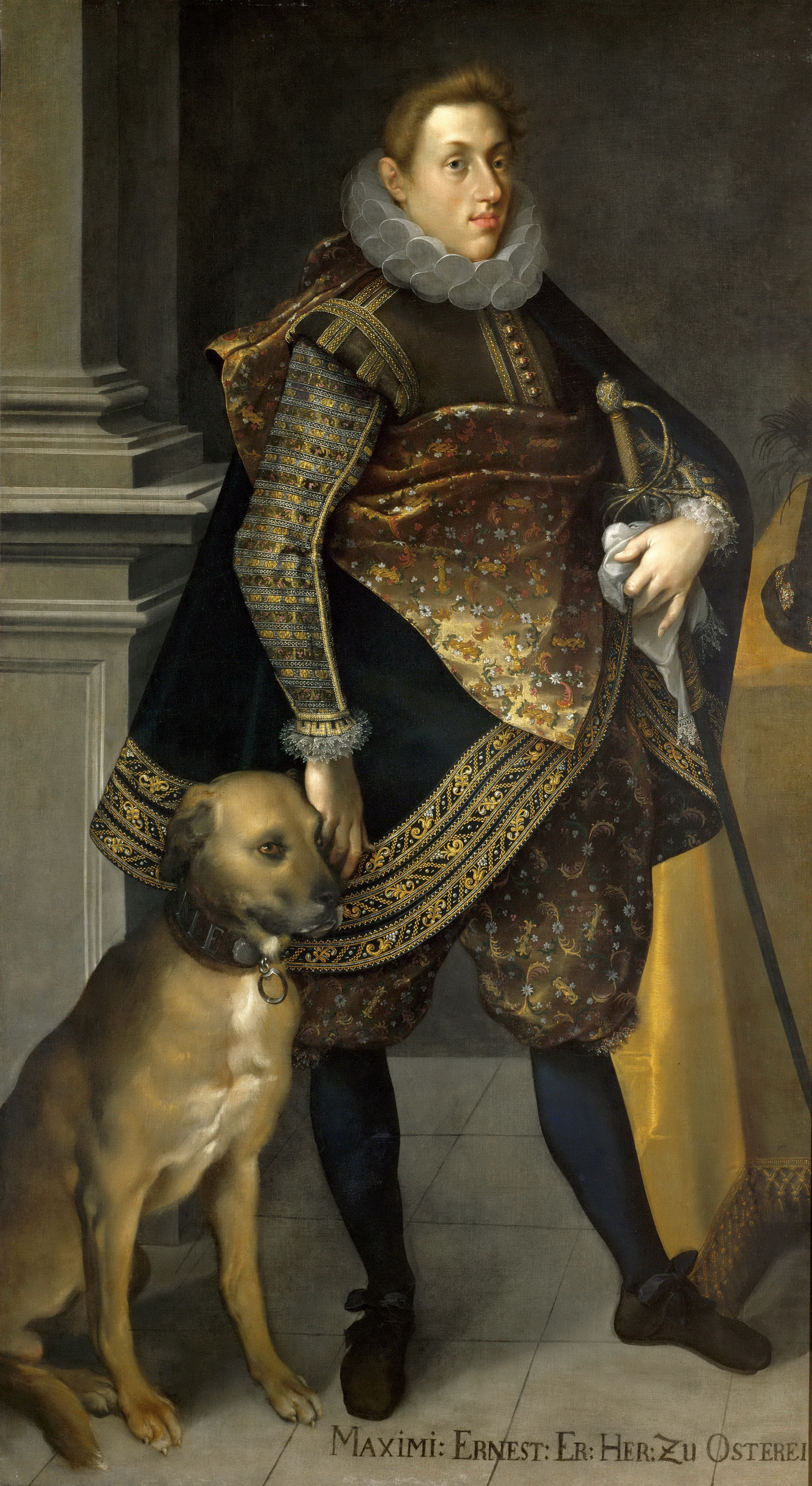
Maximilien Ernest.
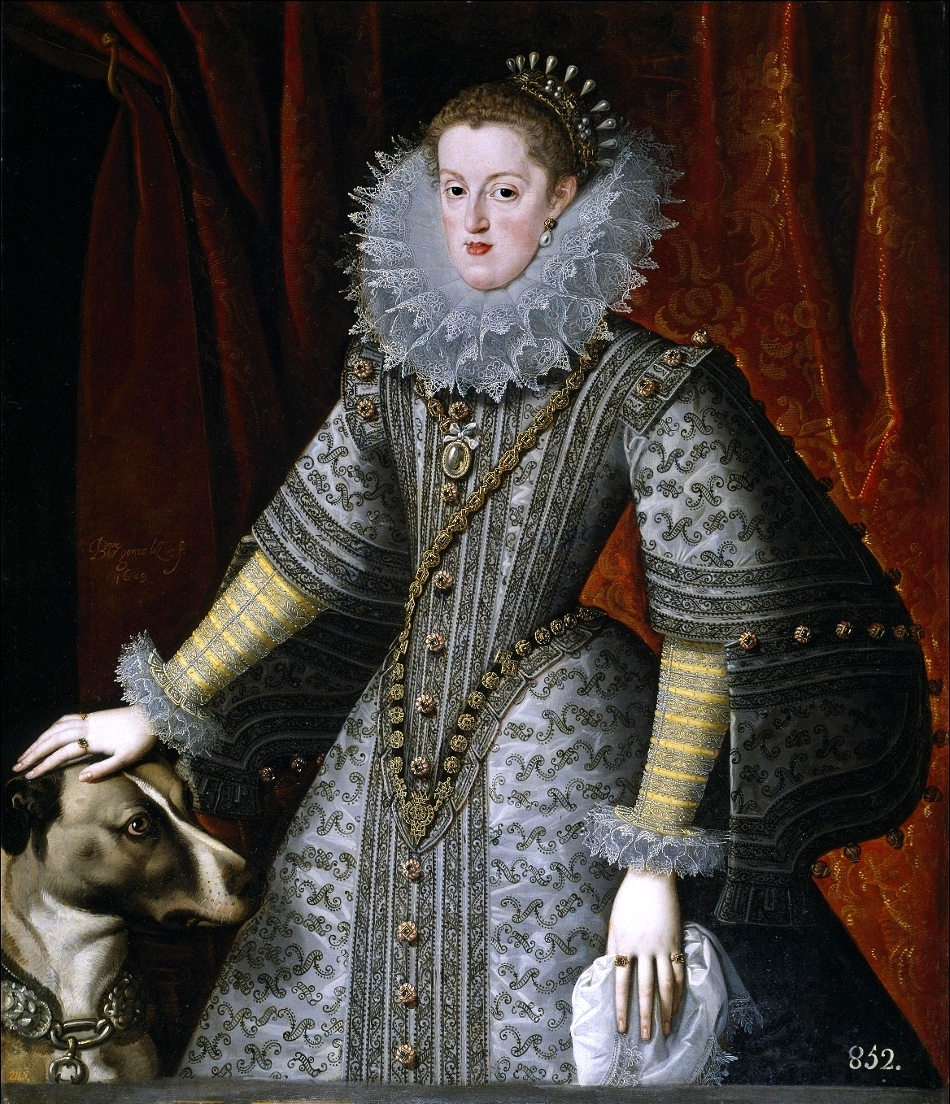
Marguerite d'Autriche.
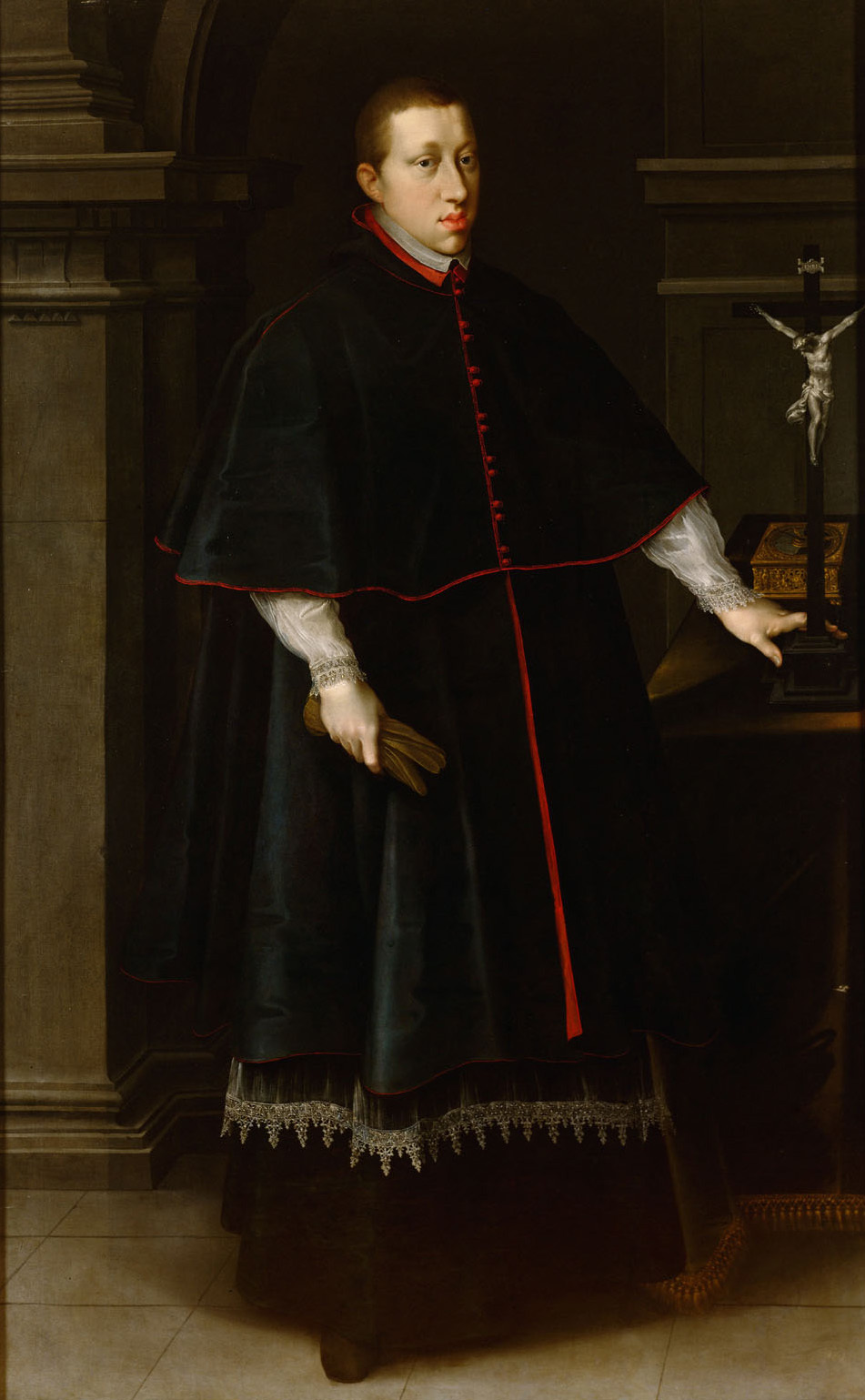
Léopold V d'Autriche-Tyrol.
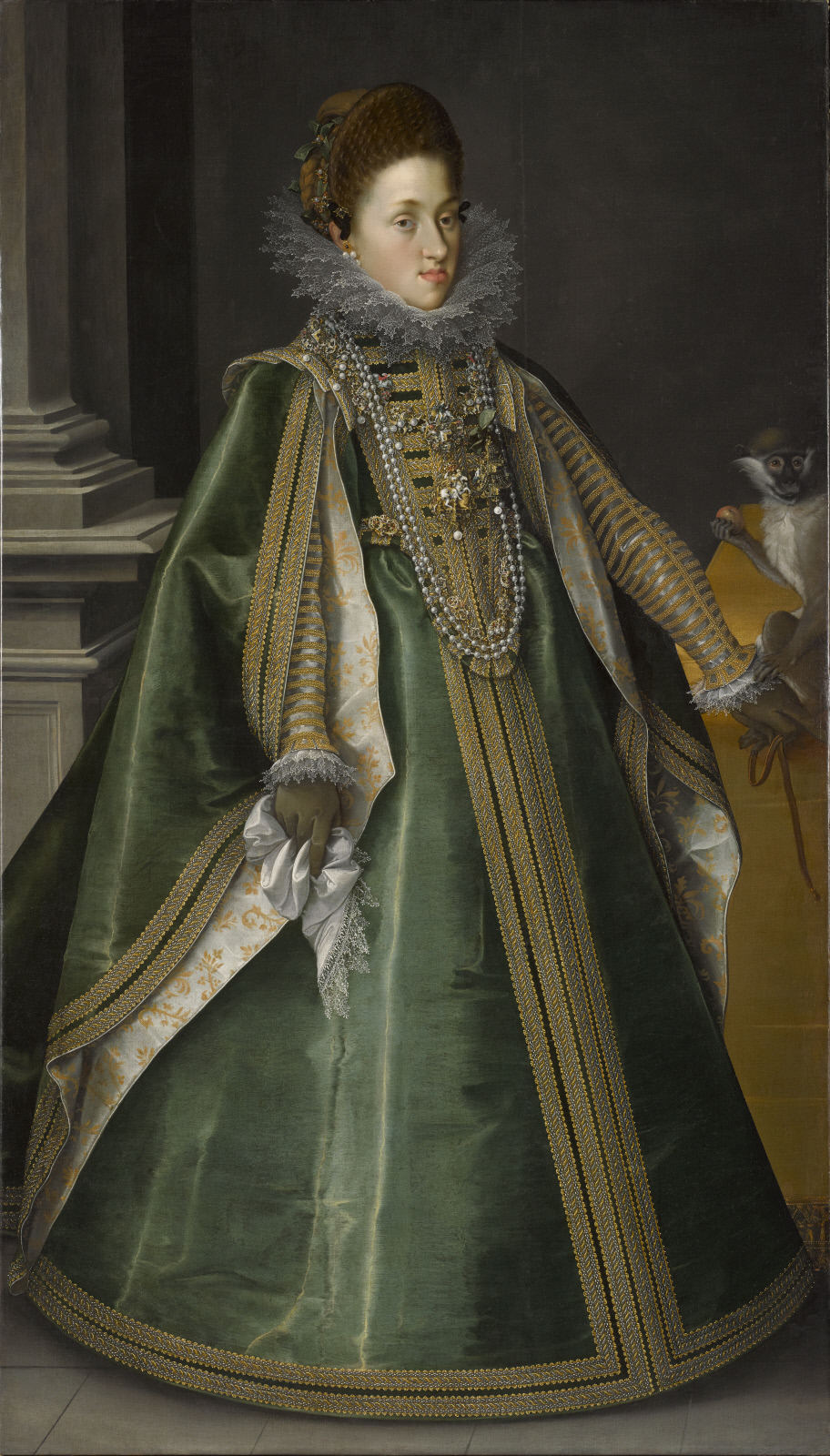
Constance d'Autriche, reine consort de Pologne.
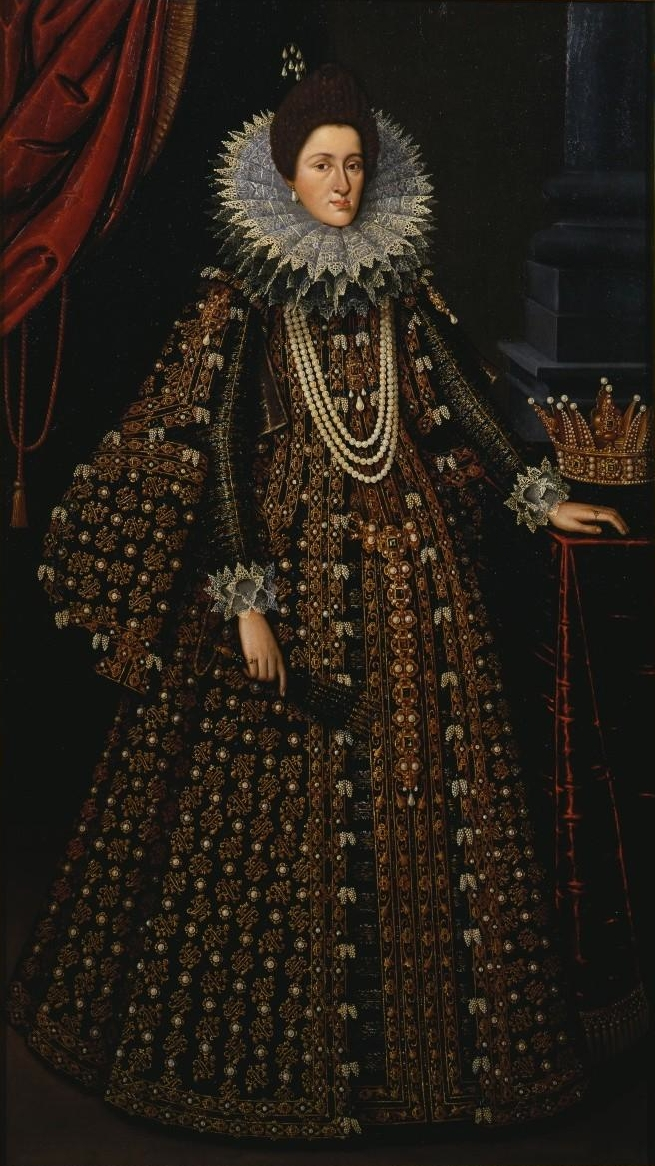
Marie-Madeleine d'Autriche.